# Trafikanten
Trafikanten (Oslo og Akershus trafikkservice AS) var en norsk servicevirksomhed, der markedsførte den kollektive trafik i Oslo, Akershus og omegn. Trafikanten gav oplysninger om rejser med bus, sporvogn, tog, skib og T-bane i Oslo, Akershus og det centrale Østlandsområde. Desuden solgte Trafikanten alle trafikselskabet Ruters kort og billetter og var aktiv på internettet med en hjemmeside med rejseplanlægger, kort, køreplaner, nyheder og andre oplysninger. Derudover var selskabet involveret i udvikling og drift af realtidsinformation til brug på stoppesteder og internettet.
Selskabet blev stiftet 25. september 1986 under navnet Oslo og Akershus trafikkservice AS men valgte allerede fra starten navnet Trafikanten som sit varemærke. I 1988 åbnedes Trafikantens kundecenter på Jernbanetorget foran Oslo S, der blev fulgt af yderligere to i Oslo Lufthavn, Gardermoen i 1998 og på Aker Brygge i 2009. Indimellem tog selskabet i 1992 initiativ til den landsdækkende oplysningstjeneste 177 i 1992. Indtil 2012 var det ejet af flere selskaber, heriblandt Ruter med 46,92 % og NSB med 24,95 %. I januar 2012 blev selskabet opkøbt af Ruter, som det blev fusioneret ind i 1. januar 2014. Selskabet havde ca. 100 ansatte.
I daglig tale blev navnet Trafikanten gerne brugt om selskabets kundecenter på Jernbanetorget med dets karakteristiske tårn, der blev opført i 1987 efter tegninger af Ola Mové. Lyset på tårnet er inddelt i fem horisontale sektioner bestående af fire røde neonrør adskilt af et blåt. Sektionerne repræsenterer de fem hverdage, sådan at der på en mandag kun vil være lys i den nederste sektion, mens hele tårnet vil være oplyst på en fredag. Kundecentret er stadig i drift men hedder nu Ruters kundesenter.